# Indococcus acanthodes
Indococcus acanthodes är en insektsart som först beskrevs av Wang 1979.  Indococcus acanthodes ingår i släktet Indococcus och familjen ullsköldlöss. Inga underarter finns listade i Catalogue of Life.